# Cançó de Guillem
La Chançun de Guillelme o Chançun de Willame (títol, reconstruït, en francès antic; en català, La cançó de Guillem) és una cançó de gesta francesa de la primera meitat del segle xii que tracta de les gestes de Guillem i el seu nebot Vivien, en la batalla de l'Archamp; pertany al cicle de Guillem. És una de les cançons de gesta més antigues, juntament amb la Cançó de Roland i el Gormont et Isembart. El text conservat presenta una certa problemàtica, ja que sembla resultat de la fusió de dos textos anteriors, amb contradiccions entre una i altra part.

## Resum de l'argument
Vivien, nebot de Guillem, combat en la batalla de l'Archamp, contra el rei sarraí Deramed. Els seus companys Teobald i Esturmí fugen davant el major nombre de sarraïns i Vivien queda sol amb Girart i un nombre de cavallers, que cada cop es més petit ja que els sarraïns són molt més nombrosos i els van matant. Finalment, Vivien envia Girart a buscar ajuda a Barcelona, on es troba Guillem. Vivien lluita en condicions agòniques fins a morir, complint la seva promesa de no recular davant dels sarraïns. Guillem forma una tropa i va a l'Archamp, però torna derrotat, amb el cos del nebot de la seva dona, Guischart. La seva dona, Guiburc, ha reunit un nou exèrcit i Guillem torna al combat, és a punt de ser derrotat, però venç amb l'ajuda del seu nebot Gui. [Vers 1.980; fi de la primera part]
Guillem i Gui troben a Vivien encara viu i mor acompanyat del seu oncle. Guillem vol portar el cos de Vivien a Orange, on és Guiburc. Arriba a Orange i Guiburc primer no el reconeix; però finalment l'aconsella que vagi a Laon a demanar ajuda al rei. Guillem va a demanar ajuda al rei Lluís i, després de diverses negatives, es forma un exèrcit. En l'exèrcit hi ha un ajudant de cuina gegantí, Rainoard, que tindrà finalment un paper en la batalla on combat amb un gran bastó. Finalment se sabrà que Rainoard era un antic musulmà, germà de Guiburc, que havia estat robat i dut a París. Encara, durant el banquet de celebració de la victòria, Rainoard serà oblidat i fugirà per tornar a convertir-se en musulmà i atacar Orange, però Guillem i Guiburc el van a buscar i el convencen que torni i es faci batejar.

## Comentari
L'únic manuscrit conservat (actualment a la British Library; signatura Additional, 38663) va restar en l'oblit, fins i tot a l'edat mitjana, fins a 1901, quan aparegué en la venda de la biblioteca de Sir Henry Hope Edwardes. És l'única cançó del cicle de Guillem que no apareix en els manuscrits cíclics.
El text consta de 3.553 versos decasíl·labs en rima assonant distribuïts en laisses de llargada irregular. En diverses laisses, una quarantena, apareix un vers més curt, de quatre síl·labes, i que sembla contenir una indicació de temps: Lunsdi al vespre (dilluns al vespre) o, menys freqüent, Joesdi al vespre (dijous al vespre) o encara Lores fu mercresdi (aleshores fou dimecres). En general, apareixen com a penúltim vers de la laisse. La crítica ha intentat trobar-hi una lògica en el desenvolupament temporal de la cançó de gesta, però han estat intents infructuosos.
Les incongruències entre la primera i segona part (Vivien mor, però després és viu; Guillem és vell a la primera part i jove a la segona; Guillem i Guiburc són a Barcelona, però després a Orange; Guillem i Guiburc es troben dues vegades a les portes d'una ciutat on Guillem torna derrotat, etc), juntament amb discrepàncies estilístiques han fet creure que aquesta cançó és una fusió de dues cançons més antigues que representen dues tradicions amb variants.
Una altra cançó de gesta, Aliscans, aquesta sí coneguda sense interrupció i inclosa en els manuscrits cíclics del cicle de Guillem, narra uns fets similars amb la derrota de Guillem a Aliscans.